# کای شانگجون
کای شانگجون (انگلیسی: Cai Shangjun؛ زادهٔ ۱۹۶۷) کارگردان فیلم اهل چین است. وی در سال ۲۰۱۱ برنده جایزه شیر نقره‌ای جشنواره فیلم ونیز شده‌است.